# Ташко Георгиевски
Ташко Георгиевски (на македонска литературна норма: Ташко Георгиевски) е писател, разказвач и романист и сценарист от Република Македония, академик на Македонската академия на науките и изкуствата от 1983 година.

## Биография
Роден е в 1935 година в Гърция, във воденското село Кронцелево, на гръцки Керасиес. Учи във Филологическия факултет на Скопския университет. Работи в редакцията на вестник „Млад борец“ и в списанието „Современост“. Редактор е в Македонската телевизия и в издателските къщи „Мисла“ и „Македонска книга“. Член е на Македонския ПЕН център и на Дружеството на писателите на Македония от 1957 година. Носител на наградите: „Кочо Рацин“, „11 октомври“, „13 ноември“, „Стале Попов“, „Рациново признание“.
Умира на 13 април 2012 в Скопие.

## Литературно творчество
- „Ние зад насипот“ (разкази, 1957)
- „Луѓе и волци“ (роман, 1960)
- „Ѕидови“ (роман, 1962)
- „Суви ветрови“ (разкази, 1964)
- „Црно семе“ (роман, 1966)
- „Змиски ветар“ (роман, 1969)
- „Црвениот коњ“ (роман, 1975)
- „Куќа под калето“ (разкази, 1978)
- „Време на молчење“ (роман, 1978)
- „Рамна земја“ (роман, 1981)
- „Плочата на животот“ (автобиографични записки, 1987)
- „Кајмакчалан“ (роман, 1992)
- Црно семе / Црвениот коњ / Жолтиот трендафил (филмови сценарии, 1997)
- „Исчезнување“ (роман, 1998)[3]